# Puerta Tastil
Puerta Tastil es un accidente geográfico y paraje de la provincia de Salta, ubicada en el departamento Rosario de Lerma.

## Toponimia
El topónimo se refiere a que este punto es la «puerta» de acceso a la Quebrada de las Cuevas, donde se hallan ubicadas las ruinas arqueológicas de Tastil.
Puerta Tastil es el punto donde se separan la RN 51 del trazado del Tren a las Nubes. La RN 51 continúa por la Quebrada del río Tastil o Quebrada de las Cuevas, mientras que el trazado del ferrocarril sigue por la Quebrada del Toro en dirección hacia el norte por algunos kilómetros para luego desviar también hacia el oeste.
Desde Puerta Tastil se tiene una importante vista de la Quebrada del Toro y puede verse, si se mira hacia el norte, el Nevado del Chañi (5.896 m s. n. m.), punto de origen del río Toro.

## Sismicidad
La sismicidad del área de Salta es frecuente y de intensidad baja, y un silencio sísmico de terremotos medios a graves cada 40 años